# 毛皮のマリーズ
毛皮のマリーズ（けがわのマリーズ）は、2003年に結成された日本のロックバンド。男女4人によって構成される。略称として「マリーズ」が多く用いられ、彼らのファンは「マリーズメイニア（MARIES MANIA）」と呼ばれる。2011年12月31日をもって解散した。

## 概要
バンド名の由来は
寺山修司の戯曲「毛皮のマリー」から。
メンバーは志磨遼平、越川和磨、栗本ヒロコ、富士山富士夫の4人。詳細は後述のメンバーの節を参照のこと。

## 来歴

### 2001年
志磨遼平が前身バンド「うつろ」の活動中にメンバーを残して単身上京。ライブの機会もほとんどなく、作曲活動のみの時期が約2年続く。

### 2003年
2月、志磨の中学時代からの親友である越川和磨と、同じく高校の同級生であった栗本ヒロコが上京。そこに前身バンドからのドラマーを加えて「毛皮のマリーズ」を結成、ライブ活動を開始。6月、最初の自主制作CD（“シスターマン”含む全6曲収録）完成。関西ツアーを行うも、9月にドラマーが失踪。

### 2004年
4月、自主制作盤『初期名曲集』（“サンデーモーニング”の原曲含む全5曲収録）完成。サポートドラマーと共に単発的なライブをこなしながら、2曲収録のカセットシングルを毎月発表。12月にはアルバム『毛皮のマリーズの世界』（“DIG IT”、“悲しい男”含む全8曲収録）を制作。この時期、志磨と越川は元ちぇるしぃの馬場崇に誘われ「The Shock」としても活動している。

### 2005年
3月、ドラムを叩いた経験のない富士山富士夫がドラマーとして加入。それまでの70年代ストーンズやフォーク、グラム・ロックに影響を受けた王道のロックンロール・スタイルから、荒々しく乱暴なストゥージズ、ニューヨーク・ドールズ、MC5、ヴェルヴェット・アンダーグラウンドらのアーリー・パンク的なスタイルに傾倒。メンバーのパフォーマンスも徐々に凶暴化。楽器を破壊して演奏が終わることもたびたびであった。8月、この体制で初の自主制作盤（のちに『戦争をしよう』に収録される全8曲）完成。12月、馬場崇を頼ってメンバー全員で京都への移住を計画。しかし、移住前夜にインディーレーベルDECKRECのオーナー、ネモト・ド・ショボーレと出会う。手渡された自主制作盤を聴いたネモト氏は、その日のうちに契約を打診。これによってバンドは以後も東京に残留、練馬区で共同生活（毛皮ハウス）を開始。

### 2006年
9月、インディー・デビューアルバム『戦争をしよう』をリリース。ガレージパンク・シーンから「東京のストゥージズ」と目され、ライブ数が急激に増加。11月、初の全国ツアー（全11公演）を敢行。

### 2007年
50年代アメリカのオールディーズ〜R&Rに傾倒したアルバム『マイ・ネーム・イズ・ロマンス』を発表。初のワンマン公演の成功や野外フェスへの出演など徐々に人気が高まるも、志磨の無理難題ばかりをうける越川が苦悩し、活動に影響が出始める。

### 2008年
前作と同時期に制作されていたEP『Faust C.D.』リリース。バンド史上最も凶暴な作風で、ステージでも志磨と越川が乱闘を始めるなど、バンド内は混乱を極めていたが、かえってそれが話題となり集客はどんどん増えていった。新曲制作やリハーサルなど、ステージ以外の活動は一年近く休止状態であった。
同年12月、DECKRECを離脱。バンドは自主レーベル「JESUS RECORDS（イエス レコード）」を設立し、第一弾シングルとして新曲『ビューティフル／愛するor die』を発表。これが各方面で絶賛され、オリコンチャートにも初めて顔を出し、バンドはようやく息を吹き返す。Zepp大阪でニューヨーク・ドールズと共演。

### 2009年
作曲からレコーディングまでわずか一ヶ月で完成させた内省的なアルバム『Gloomy』が反響を呼び、メジャーレーベルと契約。タワーレコードでは共同制作の月刊フリーペーパー「毛タワのマレコZ」が配布開始。音楽誌でも初の表紙を飾る。

### 2010年
4月、日本コロムビアよりアルバム『毛皮のマリーズ』でメジャーデビュー。富士山加入前の王道のロックンロールへと回帰。“日本におけるロックンロール・リバイバルの旗手”として様々なメディアで一斉に取り上げられる。5月から“Restration TOUR”（全17公演）がスタート。10月には1stシングル『Mary Lou』を発表し、東名阪で“コミカル・ヒステリー・ツアー”開催。

### 2011年
全編が弦楽四重奏や管楽器、ピアノで構成された「東京」をテーマとしたコンセプトアルバム『ティン・パン・アレイ』を発表。オリコンチャート6位を記録。4人では再現不可能の為、リリースツアーの代わりとしてインディー時代の曲だけを演奏する“MARIES MANIA”ツアー（全8公演）を敢行。東日本大震災をはさんで行われたこのツアーはフォトグラファーの有賀幹夫が同行し、のちに写真集『夜明け』として発表される。ツアーファイナルには一夜限りの『ティン・パン・アレイ』完全再現コンサートを東京C.C.Lemmonホール（現・渋谷公会堂）で開催。
6月、ロンドンのアビー・ロード・スタジオでラストアルバムとなる作品の一部をレコーディング。帰国後、初のフジロックフェスティバルを含む計11本の野外フェスに出演（この年のフェス出演者の中で最多記録）。公式HP上でカウントダウン開始。
9月7日、秘密裏に制作を進めていた（厳重な戒厳令が敷かれ、アートワークはおろかアルバムタイトルすらリリース日まで一切告知されなかった）作品が『THE END』の名で店頭に並ぶ。ポスターにはショップスタッフが入荷当日に手書きでタイトルを書き込むよう指定されていた（店頭で完成するアートワークでの解散パフォーマンス）。その夜、全国のFM44局をジャックして志磨が解散宣言。
10月、ラストツアー“Who Killed Marie?”（全19公演）を開催。
12月5日、ラストライブを日本武道館で行う。同25日、公式HPのカウントダウン終了。メンバーからのメッセージと共に未発表の新曲“クリスマス・グリーティング”が流れる。同31日、解散。公式HPも消滅した。

## メンバー
志磨 遼平（しま りょうへい、1982年3月6日（43歳） - ）
- ボーカル（曲によってギター、ハーモニカ、ドラムス）を担当。和歌山県和歌山市出身。ほとんどの作詞・作曲を手がける。解散後の2012年にドレスコーズを結成。コラム連載や寄稿など、執筆活動も多い。

越川 和磨（こしかわ かずま、1981年10月2日（43歳） - ）
- ギター、コーラス（曲によってベース）を担当。和歌山県和歌山市出身。愛称は「西クン」。志磨とは「ノロイ・トラックス」名義で“REBEL SONG”等数曲を共作。解散後の2012年、ヒダカトオルとTHE STARBEMSを結成。自身のバンドや交流が深いアーティストのレコーディング・エンジニアを務める事も多い。

栗本 ヒロコ（くりもと ひろこ、1981年12月21日（43歳） - ）
- ベース（曲によってはボーカル、コーラス）を担当。和歌山県和歌山市出身。愛称は「ヒロティ」。『毛タワのマレコZ』第6号で「月刊」シリーズのパロディ「月刊クリモトヒロコ」と題したセミヌードを披露した。解散後はサントリー『ストーンズバー』のCM出演や、illionのライブメンバーとして活動している。

富士山 富士夫（ふじやま ふじお、1977年8月14日（47歳） - ）
- ドラムスを担当。長崎県諫早市出身。アフロヘアーがトレードマーク。バンド加入の数年前まではプロダクション人力舎に所属し、お笑いコンビを組んでいた。解散後は「今後一切音楽なんかやることはない」と公言している。

## 特徴
ロックの古典のオマージュを得意とし、志磨は「ヒップホップのサンプリングを生演奏でやっているバンド」と自ら説明している。また、「毛皮のマリーズがまだやってないことをやる」をモットーとし、アルバム発売毎にスタイルは大きく変化していった。
自他共に認めるワンマンバンドで、楽曲のアレンジ、ライブの演出、衣装、アートワーク、ミュージックビデオに至るまで志磨が事細かに注文を出していた。メンバーがレコーディングに参加しないこともあった。これは、ある一面でバンドの寿命を縮めたが、メンバー同士の関係は「ふざけてるだけ」で「作品の内容なんかぼくらはどうでもいい」と一貫して主張した。
破壊的なステージはバンドの特色のひとつだった。初期は機材が壊れるまで演奏を続け、流血や骨折することもあった。演奏力は決して高くはないが独特のグルーヴを持ち、吉井和哉は「テクニック・グループではないけど、バンドとしてカッコイイ」と評している。そのイメージとは裏腹に歌詞はイノセントなものが多く、各メンバーのキャラクターも含め「少年マンガ的」であるとたびたび指摘された。純文学、カルト映画やアンダーグラウンドな音楽など、いわゆるサブカル的なモチーフを引用しながら、あくまで健全な表現へと転化させるスタイルは、一時的に多くのフォロワー・バンドを生んだ。    

## 作品

### アルバム

#### 参加アルバム
1. P・T・A! 〜Pistols Tribute Anthem〜 （2009年3月25日、PECA-44006）
  - 日本のミュージシャンによるセックス・ピストルズのトリビュート・アルバム。M-6「セブンティーン - Seventeen」で参加。
2. Cupid HoneyTraps Vol.1 （2009年4月22日、AICL-2005）
  - 日本のミュージシャンによる楽曲を選集したコンピレーション・アルバム。M-2「REBEL SONG」で参加。
3. THIS IS FOR YOU〜THE YELLOW MONKEY TRIBUTE ALBUM （2009年12月9日、BVCL-50 - 51）
  - THE YELLOW MONKEYのトリビュート・アルバム。M-3「SUCK OF LIFE」で参加。
4. カノジョは嘘を愛しすぎてる MIX TAPE VOL,1 （2012年02月22日、BVCL-214）
  - 漫画『カノジョは嘘を愛しすぎてる』のコンピレーショアルバム。M-7「愛する or die (Raw Ver.)」で参加。
5. 東京こんぴ （2012年03月07日、VICL-63845）
  - ｢東京｣というタイトル楽曲を集めたアルバム。M-13「弦楽四重奏曲第9番ホ長調「東京」」で参加。
6. TWO DAYS OFF （TWO DAYS OFF、COCP-37941）
  - 旅をテーマにしたコンピレーションアルバム。M-12「C列車でいこう」で参加。

### 写真集
1. CDジャーナルムック 毛皮のマリーズ写真集『夜明け』(2011年7月30日、音楽出版社刊 撮影:有賀幹夫)
  - 2011年3月~4月にかけて行われた全国ツアー"MARIES MANIA"の写真集。

## タイアップ一覧
| 使用年 | 曲名                         | タイアップ                                                                   |
| ------ | ---------------------------- | ---------------------------------------------------------------------------- |
| 2008年 | ビューティフル               | 関西テレビ『ミュージャック』エンディングテーマ                               |
| 2009年 | 恋をこえろ                   | テレビ埼玉『THE BEAT TIME』4月度エンディングテーマ                           |
| 2009年 | 恋をこえろ                   | Music Japan TV『BREAK TV』4月度エンディングテーマ                            |
| 2010年 | ボニーとクライドは今夜も夢中 | テレビ神奈川『音楽缶』4月度オープニングテーマ                                |
| 2010年 | ボニーとクライドは今夜も夢中 | テレビ埼玉『THE BEAT TIME』5月度オープニングテーマ                           |
| 2010年 | バンドワゴン                 | NHK-FM『ミュージックライン』4月・5月度エンディングテーマ                     |
| 2010年 | Mary Lou                     | 日本テレビ系『ハッピーMusic』10月度エンディングテーマ                        |
| 2010年 | Mary Lou                     | 関西テレビ『ミュージャック』10月度エンディングテーマ                         |
| 2011年 | おっさん On The Corner       | 関西テレビ『世界の裏側のぞき見バラエティ ウラマヨ!』1～3月エンディングテーマ |
| 2011年 | 愛のテーマ                   | TBS系『COUNT DOWN TV』1月度エンディングテーマ                                |
| 2011年 | 愛のテーマ                   | テレビ神奈川『音楽缶』1月度オープニングテーマ                                |
| 2011年 | 愛のテーマ                   | テレビ埼玉『THE BEAT TIME』1月度オープニングテーマ                           |
| 2011年 | 愛のテーマ                   | RKB毎日放送『チャートバスターズR!』1月度エンディングテーマ                   |
| 2011年 | 愛のテーマ                   | タワーレコード『日本のロック名盤キャンペーン』CMソング                       |
| 2011年 | 欲望                         | テレビ朝日系『ビートたけしのTVタックル』エンディングテーマ                   |
| 2011年 | HEART OF GOLD                | 日本テレビ『iCon』エンディングテーマ                                         |
| 2011年 | ジ・エンド                   | テレビ朝日系『The Street Fighters』9月度オープニングセレクション             |

## ヘビーローテーション/パワープレイ

### テレビ
| 使用年 | 曲名                         | ヘビーローテーション/パワープレイ              |
| ------ | ---------------------------- | ---------------------------------------------- |
| 2009年 | 恋をこえろ                   | 日本テレビ『汐留☆イベント部』4月パワープレイ   |
| 2010年 | ボニーとクライドは今夜も夢中 | スペースシャワーTV ヘビーローテーション『it!』 |
| 2010年 | Mary Lou                     | スペースシャワーTV 2010年10月度POWER PUSH!     |

### ラジオ
| 使用年 | 曲名     | ラジオヘビーローテーション/パワープレイ       |
| ------ | -------- | --------------------------------------------- |
| 2010年 | Mary Lou | FM大分 2010年10月度POWER PLAY                 |
| 2010年 | Mary Lou | CROSS FM 2010年10月度ヘビーローテーション     |
| 2010年 | Mary Lou | FMとやま 2010年11月度ミュージックパワープレイ |

## 主なライブ

### ワンマンライブ・主催イベント
- 2003年 - 6都市ツアー
- 2005年 - 東名阪ツアー
- 2006年 - 毛皮のマリーズ×ピンクグループ WESTJAPAN TOUR
- 2006年 - 主催イベント「毛皮のマリーズのベートーヴェン宣言」
w/KING BROTHERS
- 2006年 - 全国ツアー
- 2007年 - 毛皮のマリーズ×ピンクグループ SPLIT TOUR
- 2007年 - My Name Is Romance TOUR
- 2008年 - 360°完全開放GIG
- 2008年 - TOUR 2008 “FOOL IN THE HELL”
- 2009年 - TOUR 2009 “毛皮のマリーズがやって来る ゲス！ゲス！ゲス！”
- 2010年 - Restration TOUR 2010
- 2010年 - コミカル・ヒステリー・ツアー
- 2011年 - TOUR 2011 “MARIES MANIA”
- 2011年04月23日 - 一夜限りの『ティン・パン・アレイ』完全再現コンサート
- 2011年 - ラストツアー「TOUR 2011 “Who Killed Marie？”」

### 出演イベント
- 2007年08月11日 - AOMORI ROCK FESTIVAL '07 ～夏の魔物～
- 2008年09月21日 - AOMORI ROCK FESTIVAL '08 ～夏の魔物～
- 2008年12月31日 - COUNTDOWN JAPAN 08/09
- 2009年01月04日 - SEEZ RECORDS × redcloth presents "大新年会 2009"
- 2009年07月18日 - AOMORI ROCK FESTIVAL '09 ～夏の魔物～
- 2009年08月01日 - ROCK IN JAPAN FESTIVAL 2009
- 2009年10月24日 - TOWER RECORDS 30th Anniversary SPECIAL FACE THE MUSIC!
- 2009年12月27日 - THIS IS FOR YOU～THE YELLOW MONKEY TRIBUTE SPECIAL LIVE
- 2009年12月29日 - COUNTDOWN JAPAN 09/10
- 2010年05月02日 - ARABAKI ROCK FEST.10
- 2010年07月18日 - JOIN ALIVE 2010
- 2010年08月08日 - ROCK IN JAPAN FESTIVAL 2010
- 2010年08月21日 - AOMORI ROCK FESTIVAL '10 ～夏の魔物～
- 2010年08月28日 - SPACE SHOWER SWEET LOVE SHOWER 2010 -15th ANNIVERSARY-
- 2010年09月04日 - OTODAMA'10 ～音泉魂～
- 2010年10月23日 - FACTORY 1023
- 2010年12月03日 - LIVE H
- 2010年12月29日 - FM802 ROCK FESTIVAL RADIO CRAZY 2010
- 2010年12月31日 - COUNTDOWN JAPAN 10/11
- 2011年02月20日 - 音楽と人200号記念 「MUSIC and PEOPLE VOL.8」
- 2011年03月20日 - MUSIC CUBE 11
- 2011年05月28日 - ROCKS TOKYO 2011
- 2011年06月28日 - 極東ROCK'N'ROLL HIGH SCHOOL 「屋上桟敷の人々」
- 2011年07月17日 - AOMORI ROCK FESTIVAL '11 ～夏の魔物～
- 2011年07月23日 - SETSTOCK'11
- 2011年07月24日 - JOIN ALIVE 2011
- 2011年07月29日 - FUJI ROCK FESTIVAL '11
- 2011年08月07日 - ROCK IN JAPAN FESTIVAL 2011
- 2011年08月20日 - MONSTER baSH 2011
- 2011年08月21日 - 音楽をチカラに。 Sky Jamboree 2011 ～one pray in nagasaki～
- 2011年08月24日 - SPITZ 2011 SUMMER 新木場サンセット 2011
- 2011年08月27日 - ARABAKI ROCK FEST.11
- 2011年08月28日 - SPACE SHOWER SWEET LOVE SHOWER 2011